# Tipula prolongata
Tipula prolongata är en tvåvingeart som beskrevs av Alexander 1936. Tipula prolongata ingår i släktet Tipula och familjen storharkrankar. Inga underarter finns listade i Catalogue of Life.